# Димитър Станков
Димитър Петров Станков е български художник, а като изкуствовед е изследвал и популяризирал българското художествено наследство.

## Биография
Димитър Станков е роден на 16 март 1925 г. в град София. Висше образование завършва в Художествената академия, специалност: „Декоративно-монументална живопис“ при проф. Георги Богданов и проф. Иван Ненов.
През 1954 г. постъпва на работа в Института по изкуствознание при БАН. Като изкуствовед е изследвал и популяризирал българското художествено наследство. Плод на тази научна дейност са книгите му: „Котленски килими“, „Чипровски килими“ (1960 г.); „Черги и килими“ (1975 г.), множество статии в сп. „Култура“ и в. „Народно култура“.
През 1964 г. урежда самостоятелна изложба в гр. София в залата на ул. „Раковски“ № 125 (настоящата зала „Райко Алексиев“), като същата е организирана в Полша, Чехословакия, ГДР и Унгария.
През 1977 г. участва в съвместна изложба с художника Тодор Хаджиниколов.
Творби на Димитър Станков са притежание на Националната художествена галерия, музеите в гр. Троян, гр. Ямбол и други градове.
Получава първа награда за цялостно представяне на тъкани на приложните изкуства през 1968 г. на ОХИ.
Умира на 21 август 1979 г., изпълнявайки служебните си ангажименти в град Котел.

## Изложби
От 1960 година редовно участва във всички ОХИ. същата година излага Юбилейна изложба на приложните изкуства.
1964 г. – Национална изложба на приложните изкуства.
1967, 1968, 1972 г. – Обща изложба на приложните изкуства
1974 г. – Обща текстилна изложба и Национална изложба на приложните изкуства
От 1961 г. е редовен член на Съюза на българските художници.
Участвал е в изложби в чужбина през 1973 год. в Москва и Ленинград.

## Награди
- Първа награда за килима „Зора“ през 1972 г.
- Първа награда за стенен килим „Алафранга“ през 1974 г. на националната изложба на приложните изкуства.
- Удостоен е с орден „Кирил и Методий“ II степен през 1972 г. и орден „Кирил и Методий“ I степен през 1975 г.